# Pearl Necklace
Pearl Necklace (с англ. — «Жемчужное ожерелье») — песня американской блюз-рок-группы ZZ Top с альбома El Loco. Одна из наиболее известных песен ZZ Top.

## О песне

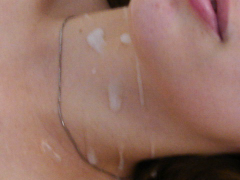
Настоящее желание героини песни

Песня записывалась в 1981 году в ходе работы над альбомом El Loco. На этом альбоме группа начала движение в сторону более коммерческой музыки и Pearl Necklace как раз является образцом переходного этапа между творчеством группы 1970-х и суперуспешными альбомами 1980-х. Стивен Томас Эрлевайн сказал, что «Возможно больше всего скажет об альбоме El Loco ритм Pearl Necklace, этого большого сингла и лучшей песни, которая ясно указывает на путь к новой волне блюз-рока что будет на Eliminator».. Критики находят сходство песни с творчеством таких явных представителей новой волны как Police, Talking Heads и The Cure  Лучшей песней на альбоме называет Pearl Necklace и Роберт Кристгау.
Песня является ярким представителем использования двусмысленностей, к которым прибегает Гиббонс в своих текстах. До последнего куплета песни можно сомневаться в том, хочет ли девушка получить настоящее жемчужное ожерелье или, что на самом деле имеется в виду в тексте.
Песня была выпущена лишь в формате промосингла в 1981 году и добралась до 28 позиции в Hot Mainstream Rock Tracks.

## Чарты
| Чарты (1981)                   | Позиция |
| ------------------------------ | ------- |
| США Hot Mainstream Rock Tracks | 28      |

## Участники записи
- Билли Гиббонс — гитара, вокал
- Дасти Хилл — бас-гитара
- Фрэнк Бирд — ударные, перкуссия

Технический состав
- Билл Хэм — продюсер
- Терри Мэннинг — звукооператор